# 六万寺駅
六万寺駅（ろくまんじえき）は、香川県高松市牟礼町牟礼にある、高松琴平電気鉄道志度線の駅である。駅番号はS09。駅の名称は付近にある六萬寺に由来する。

## 駅構造
単式ホーム1面1線を有する地上駅である。かつては折り返し列車があった。駅舎はない。無人駅。
現在の六万寺駅の位置は、往時とは変わっている。以前は現在駅より南東100m、JA牟礼北側道路との交差点にあった。

### 直前駅出発通知
志度方面からの電車が直前の駅である大町を発車すると、『次の電車は大町を発車しました』との表示が､また瓦町方面からの電車が八栗を発車すると『次の電車は八栗を発車しました』と電光掲示で通知する。駅名の部分だけ光る。

## 利用状況
1日の平均乗降人員は以下の通りである。
| 1日乗降人員推移 | 1日乗降人員推移 |
| 年度            | 1日平均人数     |
| --------------- | --------------- |
| 2011年          | 1,057           |
| 2012年          | 1,082           |
| 2013年          | 1,068           |
| 2014年          | 1,018           |
| 2015年          | 978             |
| 2016年          | 954             |
| 2017年          | 967             |
| 2018年          | 996             |

## 駅周辺
- 香川県立高松北中学校・高等学校
- 白羽神社
- 国土交通省四国地方整備局四国技術事務所

## 歴史
- 1911年（明治44年）11月18日 東讃電気軌道の六萬寺駅として開業。
- 1914年（大正3年）5月11日 八栗寄りに移転[2]。
- 1916年（大正5年）12月25日 会社合併により四国水力電気の駅となる。
- 1942年（昭和17年）4月30日 事業譲渡により讃岐電鉄の駅となる。
- 1943年（昭和18年）11月1日 高松琴平電気鉄道志度線の駅となる。
- 1945年（昭和20年）1月26日 志度線の八栗駅・琴電志度駅間が不要不急線として休止になる。
- 1949年（昭和24年）10月9日 八栗・琴電志度間の運行再開により牟礼駅として営業を再開。
- 1955年（昭和30年）2月1日 牟礼駅を六万寺駅に改称[2]。
- 1974年（昭和49年）以前（年不詳） 八栗寄りに100m移転[2]。

## 隣の駅
高松琴平電気鉄道
■志度線
八栗駅（S08） - 白羽駅  - 六万寺駅（S09） - 大町駅（S10）